# The Wife's Awakening (film 1911)
The Wife's Awakening è un cortometraggio muto del 1911 diretto da Harry Solter e prodotto dalla Lubin.

## Trama
Un marito anziano si sacrifica per lasciare libera la giovane moglie di tornare insieme a un suo giovane innamorato che, prima che lei si sposasse, era stato uno dei suoi corteggiatori.

## Produzione
Il film fu prodotto dalla Lubin Manufacturing Company.

## Distribuzione
Distribuito dalla General Film Company, il film - un cortometraggio in una bobina - uscì nelle sale statunitensi il 3 aprile 1911.